# Grosbois-en-Montagne
Grosbois-en-Montagne – miejscowość i gmina we Francji, w regionie Burgundia-Franche-Comté, w departamencie Côte-d’Or.
Według danych na rok 1990 gminę zamieszkiwały 73 osoby, a gęstość zaludnienia wynosiła 5 osób/km² (wśród 2044 gmin Burgundii Grosbois-en-Montagne plasuje się na 837. miejscu pod względem liczby ludności, natomiast pod względem powierzchni na miejscu 663.).